# Notodonta sugutanii
Notodonta sugutanii är en fjärilsart som beskrevs av Matsumura 1924. Notodonta sugutanii ingår i släktet Notodonta och familjen tandspinnare. Inga underarter finns listade i Catalogue of Life.